# ビビプリ
ビビプリは、株式会社福多デジタルフォト（本社：福岡県福岡市博多区）が運営する、 日本の写真プリントサービスのブランドである。

## 概要
2007年7月に株式会社福多デジタルフォトが写真プリントサービス「vivipri」を開始。スマートフォンアプリやウェブサイトを通じて、銀塩写真プリントを中心にフォトブックなどの商品を提供している。。
2012年〜2013年にはCP+やPHOTO NEXTに出展している。

## 所在地
本社：福岡県福岡市博多区博多駅南1-3-11 KDX博多南ビル6階
ラボ：東京都新宿区。